# Clarkfield
La ville américaine de 
Clarkfield est située dans le comté de Yellow Medicine, dans l’État du Minnesota. Lors du recensement de 2010, sa population s’élevait à 863 habitants.